# Ōtsuki
Ōtsuki (japanisch 大月市, -shi, wörtlich: großer Mond) ist eine Stadt in der Präfektur Yamanashi in Japan.

## Geographie
Ōtsuki liegt östlich von Kōfu und westlich von Tokio.

## Geschichte
Ōtsuki blühte in der Edo-Zeit als 25. Station (宿場, Jukuba) auf der Überlandstraße Kōshū Kaidō am Fluss Katsuragawa. Der Ort wurde am 8. August 1954 zur Stadt erhoben. Die Stadt war früher für feine Seide bekannt, heute werden dort synthetische Fasern hergestellt. Eine touristische Attraktion ist die Saru-Brücke, eine auf besondere Weise konstruierte Holzbrücke über den Fluss, die „Affenbrücke“ (猿橋, Sarubashi) genannt wird. Die Stadt ist eins der Eingangstore zum Fuji.

## Persönlichkeiten aus der Stadt
- Kobayashi Kōji (1907–1996), Präsident von NEC
- Masanori Murakami (* 1944), Profibaseballspieler

## Verkehr
- Straße:
  - Chūō-Autobahn

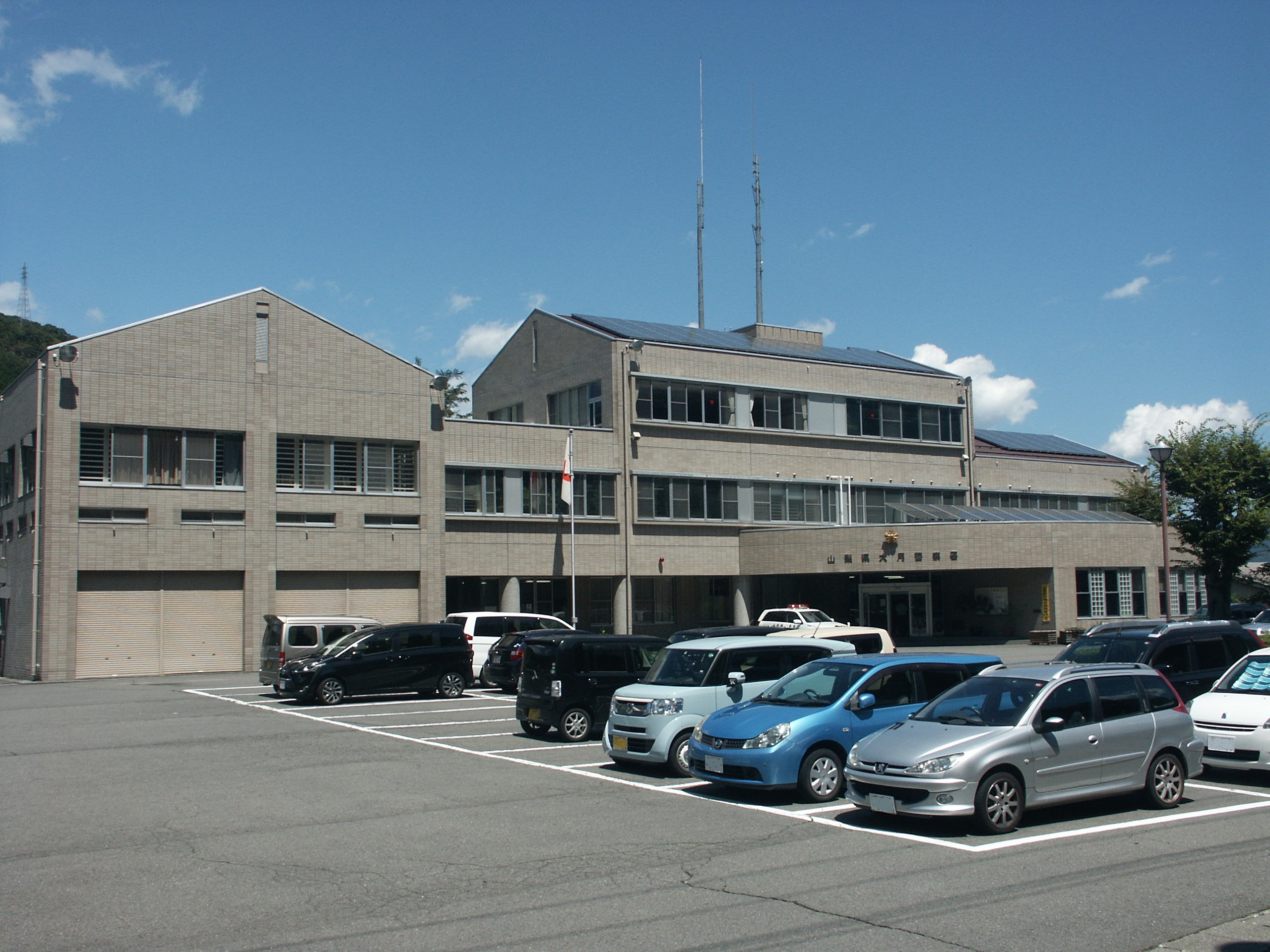
Otsuki-Polizeistation

  - Nationalstraße 20, nach Tōkyō oder Shiojiri
  - Nationalstraße 139
- Zug:
  - JR Chūō-Hauptlinie, nach Tōkyō oder Nagoya

## Angrenzende Städte und Gemeinden

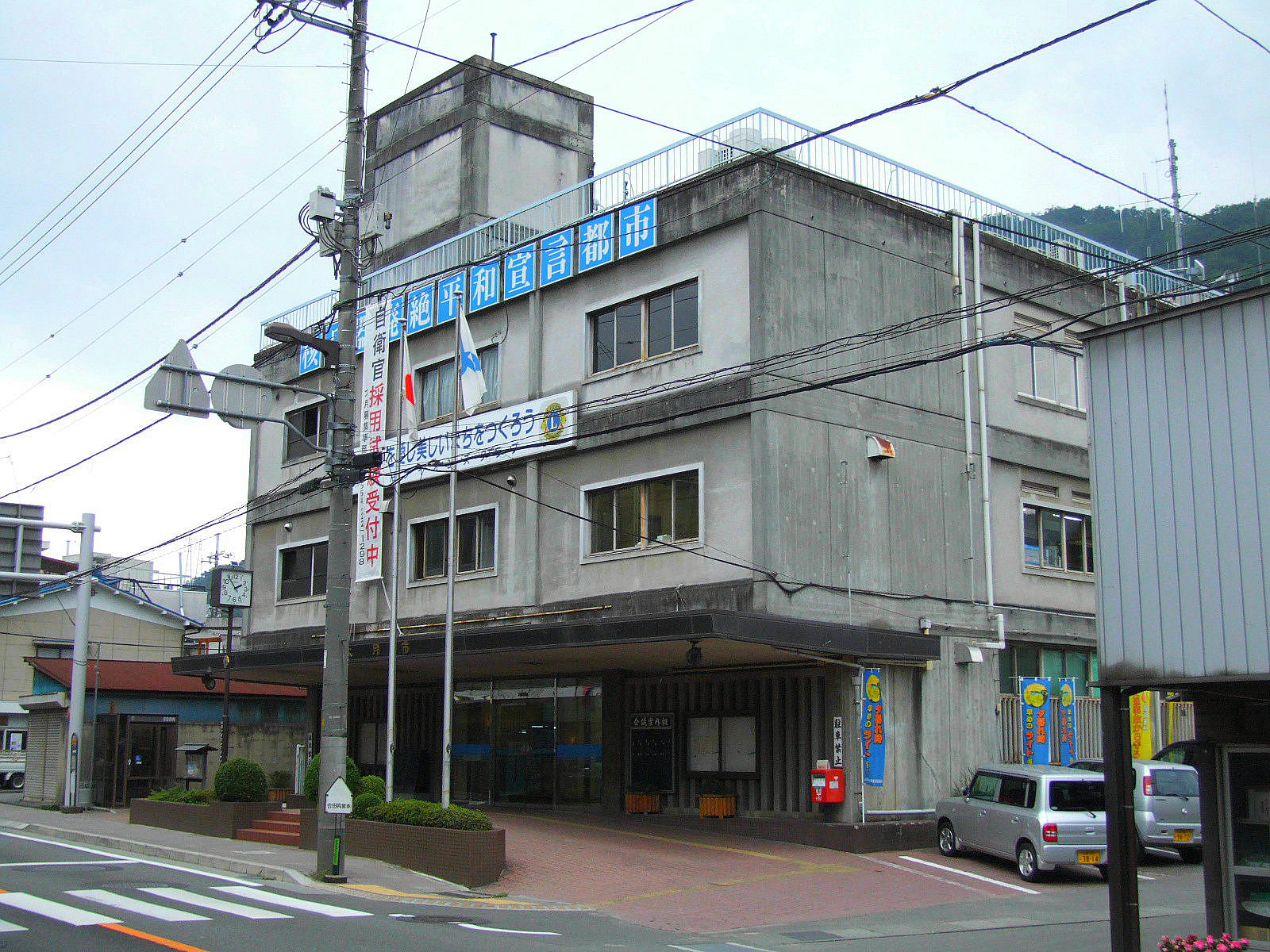
Rathaus von Ōtsuki

- Kōshū
- Tsuru
- Fuefuki
- Uenohara
- Fujikawaguchiko
- Kosuge